# Vanessa Montfort
Vanessa Montfort (Barcelona, 1975) es una novelista y dramaturga española.

## Biografía
Vanessa Montfort (1975) es novelista y dramaturga, y reside en Madrid. Su obra, presente en veinte países, está compuesta por una quincena de textos teatrales y ocho  novelas, que la consolidan como una voz imprescindible en el panorama literario internacional.[cita requerida] Algunos de sus títulos más destacados son El ingrediente secreto (2006); Mitología de Nueva York (Premio Ateneo de Sevilla, 2010); La leyenda de la isla sin voz (mejor novela histórica, 2014); Mujeres que compran flores (2016), con 30 ediciones en España, El sueño de la crisálida (2018), La mujer sin nombre (2020), donde rescata del olvido a la escritora María Lejárraga,  que culmina en el documental María Lejárraga: A las mujeres de España de Laura Hojman (nominado al Goya al mejor documental) y La hermandad de las malas hijas (2023).
Entre su producción teatral destacan: La cortesía de los ciegos (Royal Court Theatre, Londres, 2010); El galgo (2012. Oberon Books, Teatro Anfitrione, Roma), Firmado Lejárraga (CDN. Finalista Premio MAX Mejor Autoría, 2020); Saúl: One five seven years, (BBC, Best Fiction British Podcast Award, 2022) o El síndrome del copiloto (Premio José Estruch Mejor Autoría, 2023).
En 2016 fundó Bemybaby Films junto al director Miguel Ángel Lamata, con quien produjo el largometraje Nuestros Amantes (2016) y el documental Héroes, Silencio y Rock & Roll (nominado a los Premios Goya como Mejor Documental).
Con su última novela, La Toffana (Espasa) se alzó con el Premio Primavera de Novela 2025.

## Publicaciones novela
- 2023 - La hermandad de las malas hijas (Plaza y Janés)
- 2020 - La mujer sin nombre (Plaza y Janés)[1]
- 2019 - El sueño de la crisálida (Penguin Random House, 2019)
- 2016 - Mujeres que compran flores (Plaza y Janés, 2016)
- 2014 - La leyenda de la isla sin voz. (Plaza y Janés. Random House, 2014) Premio de Novela Histórica Ciudad de Zaragoza 2015.
- 2010 - Mitología de Nueva York. (Algaida Editores, 2010). XLII Premio Ateneo de Sevilla de Novela.
- 2006 - El ingrediente secreto. (Algaida Editorial, 2006). XI Premio Ateneo Joven de Sevilla de Novela.

## Producciones teatrales
- 2019 - Firmado Lejárraga Centro Dramático Nacional, donde rescata la figura de María Lejárraga.[2]
- 2019 - Bruna Husky (Monólogo basado en el personaje homónimo de Rosa Montero. Microteatro de Madrid, 13 de marzo de 2019) Dramaturgia.
- 2013 - El Galgo. (Lectura dramatizada Fundación Autor/SGAE, 15 de octubre de 2013) Autora. Texto y dramaturgia.
- 2013 - Balboa. (Encargo del Teatro Nacional de Panamá el 7 de octubre de 2013). Autora. Texto y dramaturgia. Dirección: Gabriel Pérez Mateo Producción: Emes Producciones/Fundación Mare Australe.
- 2013 - Chalk land (Encargo del Royal Court Theatre London. Estreno Royal Court Theatre, Jerwood Theatre Upstairs, 29 de junio de 2013). Autora. Texto y dramaturgia. Traducción: William Gregory Dirección: Richard Twyman Producción: Royal Court Theatre London. International Department.
- 2013 - Sirena Negra. Monólogo musical. (Estreno Alcalá de Henares, Madrid. 24 de abril de 2013) Texto y dirección. Producción: Imagine S.L. con apoyo de Ámbito Cultural de El Corte Inglés.
- 2012 - Tres desechos en forma de ópera (Estreno Teatro Guindalera, 19 de diciembre de 2012) Dirección. Producción: La Pera Ópera
- 2012 - La Regenta. Versión teatral de la obra de Leopoldo Alas Clarín. (Teatros del Canal, Madrid. Estreno 29 de marzo de 2012.) Versión, texto y dramaturgia (junto a Marina Bollaín). Dirección: Marina Bollaín. Coproducción de Los Teatros del Canal con Producciones Come y Calla. Gira por España.
- 2012 - Estábamos destinadas a ser ángeles. (Teatro La Quadra, Ciudad de Panamá, septiembre de 2012. Reestreno, octubre de 2013) Autora. Texto original y dramaturgia. Producción: Emes Producciones. Dirección: Arturo Wong Sagel.
- 2012 - La cortesía de los ciegos. (Teatro radiofónico para R.N.E. Radio Nacional de España.) Autora. Texto original y dramaturgia. Dirección: Nicolas Jackson. Una producción de R.N.E. con el apoyo del British Council Spain y SGAE.
- 2011 - Estábamos destinadas a ser ángeles. (Madrid, octubre, 2012) Autora. Texto y dramaturgia. Dirección: Simon Breden. Compañía: EntreCajas Teatro
- 2008 - La mejor posibilidad de ser Alex Quantz (Southwark Playhouse, Londres) Autora. Texto y dramaturgia/ Traducción: Simon Breden. Dirección: Simon Breden. Compañía: 36 Degrees
- 2008 - La cortesía de los ciegos (Encargo Royal Court Theatre, Londres) Autora. Texto y dramaturgia. Traducción: Simon Breden
- 2007 - Flashback (Royal Court Theatre, Jerwood Theatre Downstairs. Londres) Autora. Texto y dramaturgia. Traducción: William Gregory. Dirección: Fiona Laird. Producción: Royal Court Theatre London. International Department.
- 2006 - Estábamos destinadas a ser ángeles (Muestra de Teatro Social de la Comunidad de Madrid). Autora. Texto y dramaturgia. Dirección: Rosa Briones
- 2003 - Paisaje Transportado (Círculo de Bellas Artes, Madrid) Autora. Texto y dramaturgia. Dirección: Rosa Briones
- 1999 - Quijote Show (Círculo de Bellas Artes, Madrid). Texto, dramaturgia y dirección.

## Antologías y otras publicaciones
- Hombres (y algunas mujeres). Edición de Rosa Montero. Autoras: Elia Barceló, Nuria Barrios, Espido Freire, Nuria Labari, Vanessa Montfort, Lara Moreno, Claudia Piñeiro, Marta Sanz, Elvira Sastre, Karla Suárez y Clara Usón. (Zenda, 2019).
- 2013 - El galgo (Colección Teatro Autor, 2013. Fundación Autor.) Texto teatral.
- 2013 - La soledad es el hogar del monstruo. (Imagine Ediciones, 2013.)
- 2012 - Acotaciones: Teatro breve de escritoras jóvenes. (RESAD, 2012. Editorial Fundamentos.) Estudio crítico y antología de textos teatrales.
- 2011 - Shukram: Espectros, zombies y otros enamorados. (Imagine Ediciones, 2011.) Antología reunida por Fernando Marías. Junto a Vicente Molina Foix, Alfonso Mateo Sagasta, Luisgé Martín, y Jon Bilbao, entre otros.
- 2011 - Watchwoman: Mujeres narradoras del s.XXI. (Universidad de Zaragoza y Fundación Fernando El Católico, 2011). Antología de relatos junto a Belén Gopegui, Marta Sanz, Mercedes Abad, Lola Beccaria, Mercedes Cebrián, Care Santos, Álgela Vallvey y Luna Miguel, entre otras.
- 2011 - La Frontera: Antología multidisciplinar. (Pepsi junto a la Semana Negra de Gijón) Junto a autores como Ian Watson, Alan Moore, Melinda Gebbie, Raúl Argemí, Carlos Salem, Ana Merino, Lucius Shepard, Juan Esteban Constaín, entre otros.
- 2011 - Revista EÑE, 25. (La Fábrica Editorial, 2011) Antología literaria junto a autores como Luis García Montero, Espido Freire, Jorge Eduardo Benavides o Juan Pedro Aparicio, entre otros.
- 2009 - Jekyll y Hyde (451 Editores, 2009) Antología de cuentos, con Manuel Hidalgo, José Manuel Fajardo, Cristina Cerrada o Alfredo Conde, entre otros.
- 2009 - Revista EÑE, 9. (La Fábrica Editorial, 2009) Antología de relatos junto a Fernando Marías, Fernando Iwasaki y Elena Medel entre otros.
- 2009 - Autómatas, robots y otras figuras de la construcción femenina. (Universidad Carlos III, Lengua de Trapo, 2009) Ensayo
- 2007 - Grita Sida. (Universidad Complutense de Madrid, 2007) Antología de monólogos teatrales junto a autores como José Luis Alonso de Santos, Francisco Nieva, Ignacio Amestoy, Rosa Regás, Ernesto Caballero, entre otros.

## Premios, becas y menciones
- 2025 -  Premio Primavera de Novela 2025, con la obra La Toffana. [3]

- 2012 - Premio de Fundación Autor/SGAE. Laboratorio de Dramaturgia de la Fundación Autor.
- 2010 - Premio Internacional de Novela Ateneo de Sevilla 2010. Por Mitología de Nueva York
- 2009 - Premio Nacional Cultura Viva. "Autor Revelación del Año", como "uno de los más firmes valores emergentes de la nueva literatura española".
- 2008 - Beca del British Council para el encuentro hispano-británico de dramaturgos “Spanish Voices”, organizado por el Royal Court Theatre en la Fundación John Osborn.
- 2008 - Orden de los descubridores de St. John’s University de Nueva York. Por su constante difusión de la cultura y la lengua española.
- 2007 - Beca del British Council para la Residencia Internacional de Dramaturgos del Royal Court Theatre de Londres.
- 2006 - Premio Internacional de Novela Ateneo Joven de Sevilla 2006. Por El Ingrediente Secreto